# کوتدیان
کوتِدیان (به مجاری:  Kötegyán) یک منطقهٔ مسکونی در مجارستان است که در ناحیه شارکاد واقع شده‌است. کوتدیان ۴۲٫۹۷ کیلومتر مربع مساحت و ۱٬۴۶۳ نفر جمعیت دارد.